# بليكوصور
البليكوصور (من الإغريقية πηλυξ بليكس بمعنى أجوف أو منطلق وσαυρος سوروس بمعنى عظاءة) حيوان بدائي ملتحم قوس سلوي من أواخر الحقبة الباليوزية. كانت بعض أنواع البليكوصور كبيرة، ووصل حجمها إلى ثلاثة أمتار أو أكثر، لكن معظم أنواع البليكوصور كانت أصغر حجماً بكثير.

## التاريخ التطوري
ظهرت البليكوصورات في أواخر العصر الكربوني قبل نحو 399 مليون سنة، ووصل تواجدها ذروته في أواخر العصر البرمي (قبل 251 مليون سنة) لتصبح الحيوانات المهيمنة على اليابسة لحوالي 40 مليون سنة. نجا بعض منها حتى أواخر العصر البرمي. ومن ثم أعقبتها أحفادها الثيرابسيدات التي سيطرت على الأرض لفترة قصيرة قبل حدث انقراض العصر البرمي الترياسي، ثم منحت الفرصة للزواحف الأركوصورية لتسيطر على اليابسة.

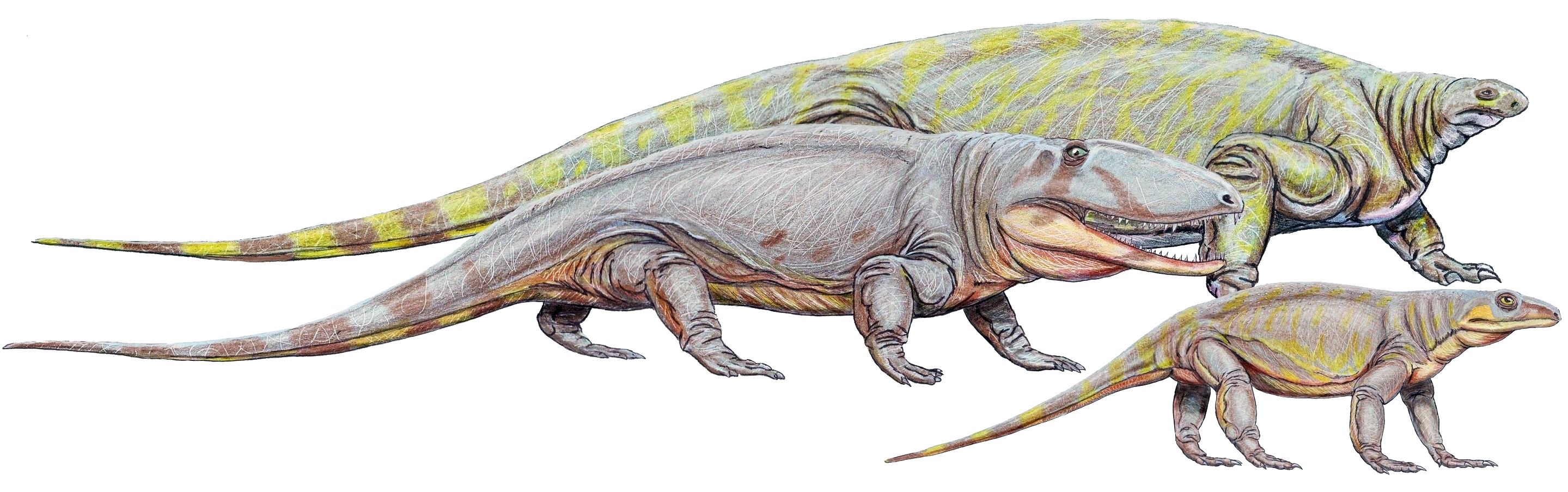
ثلاثة انواع من البليكوصورات :
1)
Cotylorhynchus (في الخلف)،(Varanops (3) ، Ophiacodon (2.

## توزيع القارات في العصر البرمي
كانت القارات قبل 399 مليون سنة ملتحمة في قارة كبيرة تسمى غوندوانا. فأنتشرت في أنحائها أنواع الحيوانات والنباتات ٌالتي كانت موجودة بل أن تنفصل القارة عن بعضها لينشأ بعد ذلك التوزيع الجغرافي الذي نعرفه حاليا . يعتبر توزيع القارات كما نعرفها اليوم قد تشكل قبل نحو 40 مليون سنة .

## التصنيف البيولوجي

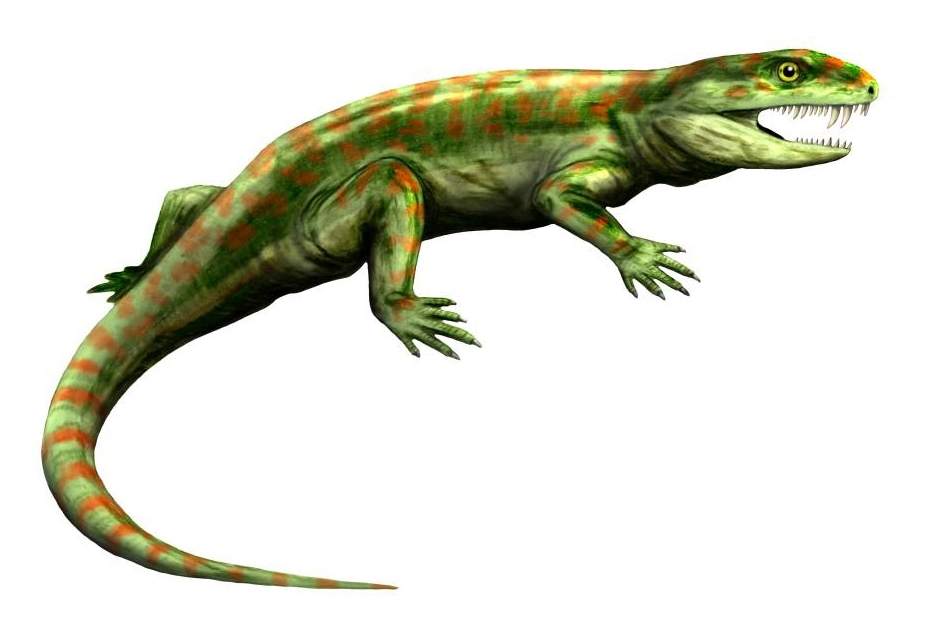
Eothyris

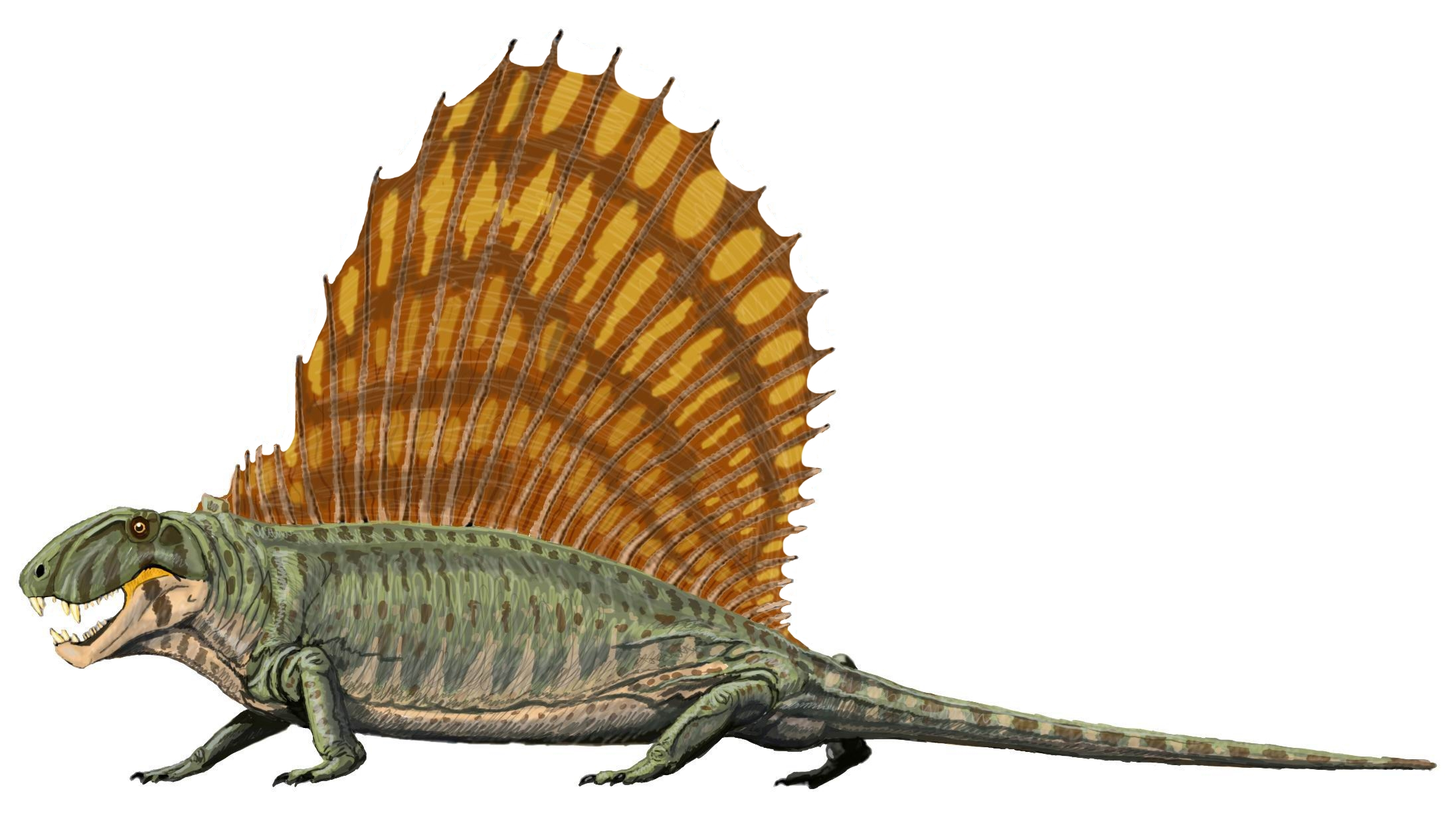
ديميترودون - a sphenacodontid

تعتبر البليكوصورات المختلفة لم تأتي من شعبة واحدة قبلها كما هي العادة وإنما نشأت من عدة شعب مختلفة paraphyletic . وقد انفصلت ثيرابسيدا التي نشأت منها بعد ذلك الثدييات عن البليكوصورات . وقد تغيرت معرفتنا عن تفرعات الحيوانات في تلك المجموعة بين عامي 1990 و2004 ، نؤتي هنا بالتصنيف الذي توصل إليه عالم التاريخ الطبيعي «بلتون» من عام 2004 :
- رتبة البليكوصورات (مختلفة الأجداد):
  - عائلة إيوطيرات
  - عائلة عظايا كاسية
  - عائلة ورلية العيون
  - عائلة أفعوانيات العيون
  - عائلة إدافوصوريات
  - عائلة سفنكدونات
- رتبة ثيرابسيدا

## خصائصها
توجد شعبتين على الأقل من البليكوصورات كان لها شراع فوق ظهرها تسندها اشواك عظمية طويلة : إدافوصوريات، سفيناكونتيدات . كانت تلك العظام الشراعية الشكل مغطاة بالجلد، وربما كانت وظيفتها تنظيم حرارة جسم الحيوان، وربما كان لها أيضا دورا في جذب الذكور للأنثى بغرض التزاوج .
وقد عثر على أحفورات البليكوصورات في أوروبا وأمريكا الشمالية ، ويبدو أن منها البعض كان صغيرا وعاش في روسيا وجنوب أفريقيا.
أحفورات أوفياكودونت تبين أن بعض أجزاء الجلد كانت مغطاة بصفوف من درقات الصلبة .
 وكان بدنها مغطى أيضا بدرقات مربعة مثلما نراها اليوم في التماسيح.
 وبعض أجزاء الجلد التي لم تكن مغطاة بدرقات ربما كانت عارية مثلما نجدها في الثدييات . كما توجد درقات تحت الجلد في بعض الثدييات مثل ذيل القوارض وزبابيات الفيل والفأر الأندونيسي وأبسوم والشقبانيات. كما نعرف ماهو مغطى كاملا بدرع فوق الجلد من حيوانات حالية مثل المدرع.

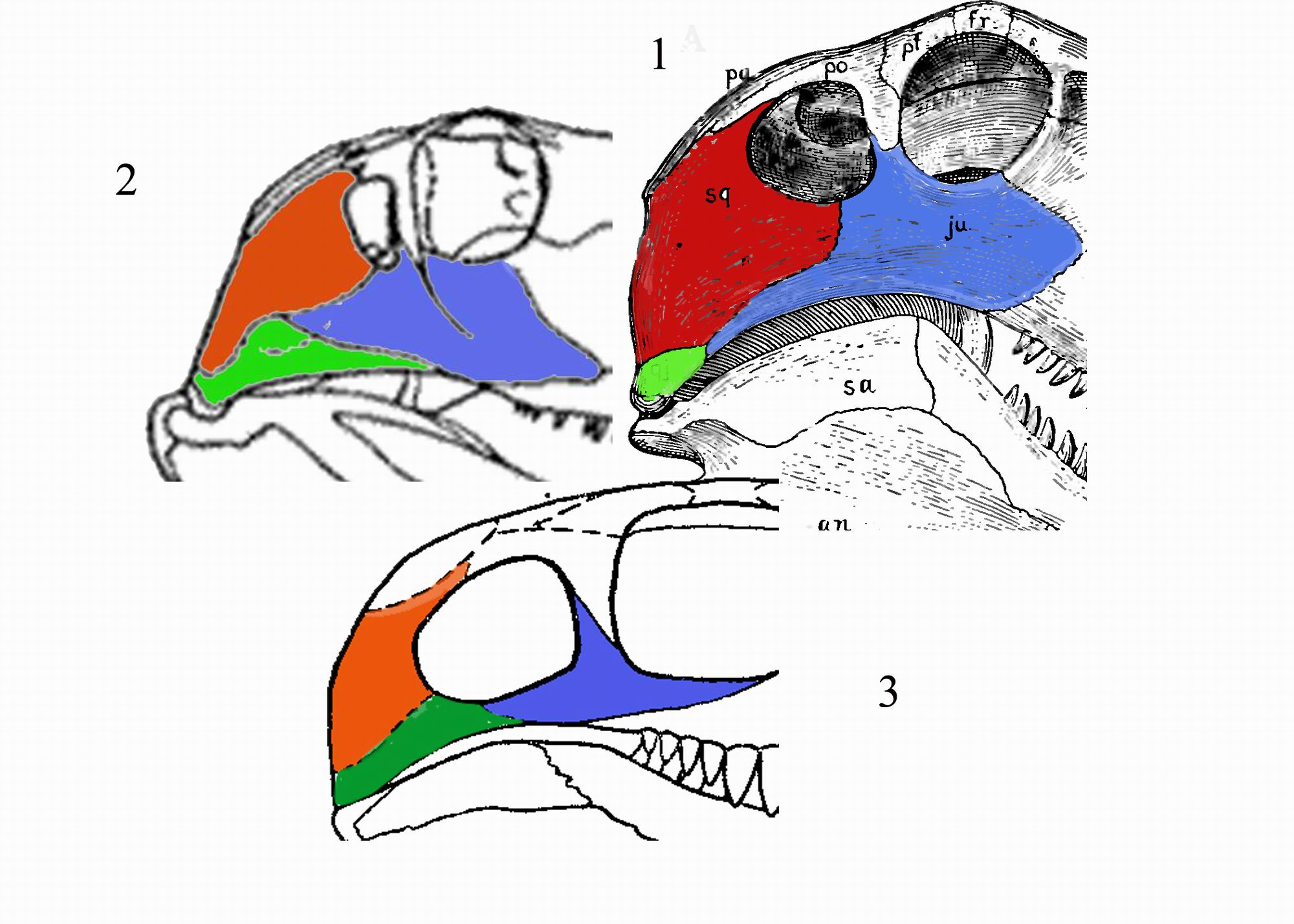
مقارنة بين جماجم البليكوصوريات : 1 - sphenacodont, 2 - ophiacodont, 3 - caseid. تغير الثلاثة عظام في الجمجمة Quadratojugale (أخضر)، squamosale (أحمر)، jugale (أزرق).

طبقا للتصنيف الحديث لا تشمل البليكوصورات الثيرابسيدات ، وتصنف معظم البليكوصورات باسم «إيبليكوصور» متوازية مع الثيربسيدا والثدييات.
تشير الأحفورات إلى أن البليكوصورات هي مجموعة من مدموجة الأقواس أتت من أصل واحد، مع الثدييات، وتنوعت فيها الأسنان وصانت نفسها بدروع صلبة .
البليكوصورات المعروفة جيدا تشمل Dimetrodon ،و Sphenacodon وEdaphosaurus ، وOphiacodon .

## اقرأ أيضا
- ثيرابسيدا
- تطور الثدييات
- انقراض العصر البرمي الترياسي